# Odalisque à la culotte grise
 (mai 2023).
Odalisque à la culotte grise est un tableau réalisé vers 1927 par le peintre français Henri Matisse. Cette huile sur toile est un nu féminin de la série des Odalisques. Elle représente une odalisque en culotte grise couchée dans un décor constitué de tissus colorés aux motifs variés. Partie de la collection Jean Walter et Paul Guillaume, l'œuvre est conservée au musée de l'Orangerie, à Paris.

## Expositions
- Matisse. Cahiers d'art – Le tournant des années 1930, musée de l'Orangerie, Paris, 2023 — n°70.